# 磨盘山水库
磨盘山水库，位于中华人民共和国黑龙江省五常市南部沙河子镇境内，是拉林河上游的一座大型水库。水库工程于2003年4月开工，2006年底竣工。水库是一座以城镇供水为主，兼有防洪、农田灌溉、环境用水等综合利用的多年调节水库。水库集水面积1151平方千米，水面面积28.62平方千米，总库容5.23亿立方米，调节库容3.23亿立方米。水库大坝为黏土心墙土石坝，坝顶长406米，最大坝高49.9米。水库每年为哈尔滨市供水3.168亿立方米，为山河镇供水600万立方米，为五常市供水1440万立方米。在满足拉林河干流现有水田灌溉面积4万公顷的同时，采取区间径流补偿调节方式扩大水田灌溉面积7940公顷。水库建成后，将溪浪河河口以上拉林河干流堤防的防洪标准提高到80年一遇。 水库四周山峦叠翠，环境优良。